# Тими Провала: Стават и грешки
„Тими Провала: Стават и грешки“ (на английски: Timmy Failure: Mistakes Were Made) е американска комедия от 2020 г., базиран на едноименната поредица книги, написан от Стефан Пастис, в който е дебютиран от Дисни+. Филмът е режисиран от Том Маккарти, продуциран от Александър Достал, Том Маккарти и Стефан Пастис, по сценарий на Том Маккарти, Бенджамин Пестана и Стефан Пастис и във филма участват Уинслоу Фегли, Офелия Ловибонд, Крег Робинсън и Уолъс Шоун.